# リーダー氏の心
『リーダー氏の心』（りーだーしのこころ、The Mind of Mr J.G. Reeder ）は、1925年に発表されたエドガー・ウォーレスによる短編小説集。公訴局長官からの特命で、不可解な事件の調査をするリーダー氏を主人公にした推理小説の短編を集めた第1短編集である。
事件は必ずしも銀行や金融絡みとは限らないが、犯罪者の心を持つと自称するリーダー氏が、公訴局での偽造摘発の経験と視点で難事件に挑む。

## 主な登場人物
- J・G・リーダー - 公訴局偽造係の調査官。本作からは公訴局長官の特命で、警察に協力する探偵の仕事に従事する。山高帽に鼻眼鏡できつく巻かれた傘を携行しているが、傘には刃が仕込まれている。五十代の独身男性。
- 公訴局長官 - 口ではリーダー氏を馬鹿にしているが、警察に出向させ事件の捜査をやらせるなど、仕事ぶりは認めているようである。
- マーガレット・ベルマン - リーダー氏の近所に住む女性。のちにリーダー氏との恋愛が語られる。

## 収録作品
1. 究極のメロドラマ (Sheer Melodrama)
2. 緑の毒へび (The Green Mamba)
3. 投資家たち (The Investors )
4. 詩人警官 (The Poetical Policeman)[3]
5. 大理石泥棒 (The Stealer of Marble)
6. 奇妙なケース (The Strange Case)
7. 宝探し (The Treasure Hunt)[4]
8. インチキ一座 (The Troupe)[5]

## 備考
- 本作収録の8作品はイギリスのテレビシリーズとしてドラマ化されている。ただし、リーダー氏は鼻眼鏡から通常の眼鏡に変えられている。また、第7話「宝さがし」は倒叙のスタイルで、冒頭で視聴者に犯人が明かされている。